# Katanning Airport
Katanning Airport är en flygplats i Australien. Den ligger i kommunen Katanning och delstaten Western Australia, omkring 260 kilometer sydost om delstatshuvudstaden Perth.
Runt Katanning Airport är det mycket glesbefolkat, med 2 invånare per kvadratkilometer.. Närmaste större samhälle är Katanning, nära Katanning Airport.
Trakten runt Katanning Airport består till största delen av jordbruksmark. Genomsnittlig årsnederbörd är 541 millimeter. Den regnigaste månaden är september, med i genomsnitt 97 mm nederbörd, och den torraste är februari, med 6 mm nederbörd.